# Bedosia
Bedosia is een geslacht van vlinders van de familie Mimallonidae.

## Soorten
- B. balca (Schaus, 1905)
- B. batesii (Newman, 1854)
- B. fraterna (Schaus, 1905)
- B. gilia (Schaus, 1905)
- B. itamaraty (Foetterle, 1902)
- B. ligina (Schaus, 1905)
- B. strigifera (Felder, 1874)
- B. trailii (Butler, 1878)
- B. turgidus (Schaus, 1910)